# 黒田大スケ
黒田 大スケ（くろだ だいスケ、1982年 - ）は、日本の芸術家、映像作家。京都府出身。黒田 大祐とも。

## 経歴・人物
京都府福知山市に生まれる。広島市立大学大学院芸術学研究科を卒業。彫刻家・橋本平八の研究を行い、2013年に広島市立大学より博士（芸術）を取得した。
彫刻作品を基に、パフォーマンス的な映像作品を多く制作している。
2009年には、社会や人間関係によって、やめた方がいいけど、やめられないということが増えていることに注目して、それをテーマとした「チームやめよう」を創始した。「ゲンビどこでも企画公募2009」（広島市現代美術館、2009年）、「TOKYO EXPERIMENTAL FESTIVAL Vol.8 - TEFサウンド・インスタレーション 第2期」（トーキョーワンダーサイト本郷、2013年）、「瀬戸内国際芸術祭2016」（小豆島旧三都小学校、2016年)などで作品発表をしてきた。
2011年、第14回岡本太郎現代芸術賞を受賞した。2019年から2020年には、文化庁新進芸術家海外研修制度に参加した。
2017年より、韓国でダグラス・マッカーサーの銅像を見たことにより、1930年代の東京美術学校彫刻科への留学生に関する研究と制作を始めた。
2022年時点では関西を中心に創作活動に取り組んでいる。 